# Bolgár József
Bolgár József (Budapest, 1928. december 19. – Budapest, 1986. május 1.) Munkácsy Mihály-díjas (1955) magyar festőművész.

## Életpályája
Tanulmányait a Derkovits Gyula Képzőművész Kollégiumban kezdte, ahol Kmetty János, Koffán Károly, Beck András oktatták 1946–1948 között. 1948–1953 között a Magyar Képzőművészeti Főiskola hallgatója volt, ahol Bernáth Aurél, Fónyi Géza és Rabinovszky Máriusz voltak tanárai. 1954-től volt kiállító művész.
Tanulmányútja során megfordult Angliában, Ausztriában, Olaszországban, Franciaországban, Jugoszláviában, valamint az NDK-ban és a Szovjetunióban. Elmélyült, a látványi valóságot gondolati igénnyel átíró festményei kifinomult festői műveltségről és humánus életszeretetről tanúskodik.

## Magánélete
Felesége, Bilicsi Mária színésznő (1943–1994) volt; Bilicsi Tivadar (1901–1981) lánya. Két gyermekük született: Attila és Judit.
Sírja a Farkasréti temetőben található (1/1-1-3).

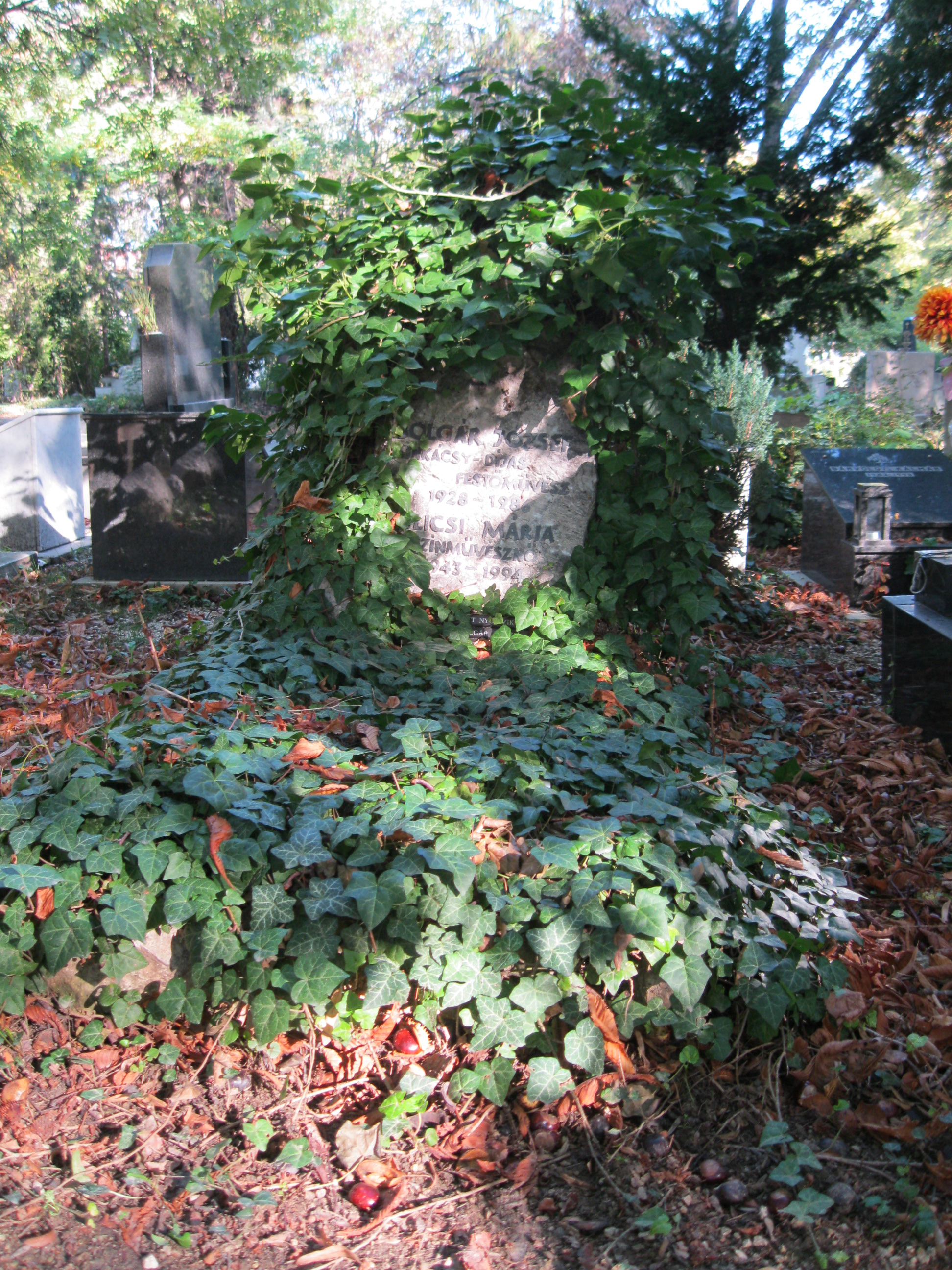
Bilicsi Mária (1943–1994) és Bolgár József sírja a Farkasréti temetőben [1/1-1-3].

## Egyéni kiállításai
- 1956 Budapest (Izsák Józseffel, Révai Edittel, Kárpáti Annával)
- 1968, 1983 Budapest
- 1979 Pécs
- 1992 Sárvár

## Festményei
- Csendélet (1986)
- Aktok (1985-1986)

## Díjai, elismerései
- Derkovits Gyula képzőművészeti ösztöndíj (1955)
- Munkácsy Mihály-díj (1955)